# Sigurd Hjelde
Sigurd Hjelde, född den 4 februari 1944, är en norsk religionshistoriker, med doktorsgrad i teologi och religionshistoria. Han är bland annat specialist på kristendomen. Han har utgivit en rad artiklar och böcker, på norska, engelska och tyska, och har också bidragit till flera bokutgåvor tillsammans med andra forskare. Hjelde arbetar i dag vid universitetet i Oslo.